# Barnahasú császárlégykapó
A barnahasú császárlégykapó (Monarcha castaneiventris) a madarak osztályának verébalakúak rendjébe, és a császárlégykapó-félék családjába tartozó faj.

## Rendszerezése
A fajt Jules Verreaux francia ornitológus írta le 1874-ben.

## Alfajai
- Monarcha castaneiventris castaneiventris (J. Verreaux, 1858) - a Salamon-szigetek közül Choiseul, Santa Isabel, Guadalcanal és Malaita
- Monarcha castaneiventris obscurior (Mayr, 1935) - a Russell-szigetek
- Monarcha castaneiventris megarhynchus (Rothschild & Hartert, 1908) - Makira
- Monarcha castaneiventris ugiensis (E. P. Ramsay, 1882) - Ugi sziget, eredetileg különálló fajként írták le. [2]

## Előfordulása
A Salamon-szigetek területén honos. Természetes élőhelyei a szubtrópusi vagy trópusi síkvidéki és hegyi esőerdők, lombhullató erdők és cserjések. Állandó, nem vonuló faj.

## Megjelenése
Testhossza 17 centiméter, testtömege 22–32 gramm.

## Életmódja
Főleg gerinctelenekkel táplálkozik.

## Természetvédelmi helyzete
Az elterjedési területe nem nagy, egyedszáma viszont csökken, de még nem éri el kritikus szintet. A Természetvédelmi Világszövetség Vörös listáján nem fenyegetett fajként szerepel.